# Scopula polia
Scopula polia är en fjärilsart som beskrevs av Turner 1908. Scopula polia ingår i släktet Scopula och familjen mätare. Inga underarter finns listade.